# Pericoma marginalis
Pericoma marginalis är en tvåvingeart som först beskrevs av Banks 1894.  Pericoma marginalis ingår i släktet Pericoma och familjen fjärilsmyggor. Inga underarter finns listade i Catalogue of Life.